# Исак Паси
Исак Паси (буг. Исак Паси; Пловдив, 13. март 1928 - 13. август 2010) био је јеврејски бугарски филозоф специјализован за естетику. Био је професор на Софијском универзитету од 1952. до 1993. Био је најплоднији филозоф у историји Бугарске. Објавио је преко 40 монографија и преко 80 томова филозофских класика. Отац је Соломона Пасија.

## Изабрана библиографија
- Трагика (1963)
- Филозофске књижевне студије (1968, 1981, 1987, 1993)
- Смешно (1972, 1979, 1993, 2001, 2002)
- Томас Ман (1975, 2008)
- Естетика Канта (1976)
- Француски моралисти (1978)
- Есеји (1981, 1987, 1993)
- Немачка класична естетика (1982, 1985, 1991)
- Метафора (1983, 1988, 1995, 2001, 2002)
- Естетика немачког романтизма (1984) (колекција)
- На изворима модерне естетике (1987)
- Проблеми, људи, сећања (1992)
- Аутобиографски есеји и чланци (1994, 1997, 2002)
- Ка филозофији живота. Осам филозофских портрета (1994)
- Биографија духа (1994, 2000, 2004, 2005, 2007)
- Мисли и мислиоци (1995, 1998)
- Руски мислиоци (1996, 2000)
- Фридрих Ниче (1996)
- Артхур Шопенхауер (1998)
- Сøрен Киркегард (1998)
- Људи и људи (1998)
- Фрагменти. Минијатуре. Путовања (1998)
- Савремена шпанска филозофија: Мигуел де Унамуно и људска трагедија, Хосе Ортега и Гасет и социологија нашег века (1999)
- Филозофски фрагменти и минијатуре (2000)
- Ралф Валдо Емерсон (2000)
- Шопенхауер, Киркегард, Ниче (2001)
- Николај Бердјајев. Портрет филозофског искуства (2001)
- Оправдање људског понашања: 14 социјално-психолошких есеја (2002)
- Изабрана дела у 6 томова (2003-2004)
- Човек не живи само са разумом: Десет есеја о европском ирационализму (2006)
- Разлози за људско понашање: 60 социјално-психолошких есеја (2006)
- Француски мислиоци (2007)
- Портрети филозофије (2007)
- Филозофски портрети, минијатуре и фрагменти (2008)
- Филозофске поруке (2008)
- Аутобиографија. Четрдесет и четири филозофска искуства (2009)

## Уредник књига великих мислилаца
Блез Паскал, Артур Шопенхауер, Фридрих Ниче, Гистав ле Бон, Дмитриј Мерезковски, Хенри Бергсон, Сигмунд Фројд, Карл Густав Јунг, Мигел де Унамуно, Хосе Ортега Гасет, Серен Кјеркегор, Владимир Соловјов, Лев Шестов, Николај Бердјајев, Томас Ман, Цицерон, Хорације и неколико других.